# Uri Katzenstein
Uri Katzenstein (Tel Aviv, 1951-Ibídem, 21 de agosto de 2018) (hebreo: אורי קצנשטיין) fue un prominente escultor israelí, artista visual, músico y constructor de instrumentos musicales para películas.

## De fondo
Katzenstein era hijo único de padres alemanes que hicieron aliá hacia la tierra de Israel antes del Holocausto. En su juventud, incursionó en la música e integró varias bandas de rock. En 1969, se unió a las Fuerzas de Defensa israelíes y luchó en la guerra de Yom Kipur. Durante los años 1970, estudió en el San Francisco Art Institute y después de recibir su MFA volvió a la ciudad de Nueva York, donde vivió y trabajó durante los años 1980. Sus primeros trabajos comenzaron en los años 1970, en diferentes medios de comunicación de vanguardia, también realizó exposiciones, música, rendimiento, vídeo y arte de sonido. A fines del siglo XX,  empezó a crear esculturas figurines, además de objetos y máquinas de sonido que era todo fusionado y compuesto cuando uno cronometra-basó ver / escuchando acontecimientos.

## Carrera
Después de regresar a Israel, él y Noam HaLevi crean el espectáculo "Midas". En 1993 participa en la Cámara de ópera "del rock" por Hallel Mitelpunkt y la banda Nikmat HaTraktor. En 1999,  publica un álbum de música, junto con Ohad Fishof, "titulada O Daayba", el cual sirvió como base para un rendimiento musical. En 2001,  crea la Casa "de espectáculo" junto con Renana Raz y Ohad Fishof. A principio del dos-miles  empieza a crear arte de vídeo que consta de acontecimientos surealistas mientras enfatiza el asunto de @subject de identidad personal. Entre sus trabajos notables son "Patʹshegen" (hebreo: פתשגן)(1993) y "Familia de Hermanos" (hebreo: משפחת האחים)(2000). Sus primeros trabajos de rendimiento eran regularmente presentado en locales legendarios como La Cocina, Ningún-Se-No, 8BC y Danceteria. Sus trabajos en escultura, vídeo y la instalación han sido exhibidos en museos como El Museo Estatal ruso (San Petersburgo), El Museo de Arte de la Chelsea (Ciudad de Nueva York), Kunsthalle Dusseldorf, El Museo de Israel, Duque Museo Universitario de Arte (Carolina del Norte). Katzenstein Participó en el Sao-Paulo Biennale (1991), el Venice Biennale (2001), el Buenos Aires Biennale (primero premio, 2002), y el 9.º Estambul Biennale (2005). Su trabajo de rendimiento estuvo presente en teatros y galerías en Londres, Berlín, San Francisco, Cardiff (Gales), Santiago de Compostela (España), Ciudad de Nueva York, y Tel Aviv.
Hoy, Uri Katzenstein realiza conferencias en el Departamento de Bellas artes en la Facultad de Humanidades en la Universidad de Haifa.

## Premios
Katzenstein Ha recibido los premios siguientes:
- 1982 Ánimo de Creatividad Premio, Ministerio israelí de Educación
- 1989 Conclusión de Trabajo Premio, Ministerio israelí de Educación
- 1992 Grant, La América-Israel Fundación Cultural
- 1998 Subvención para Creadores en el campo de Artes visuales, Ministerio israelí de Educación
- 2000 Isracart Premio, Museo de Tel Aviv de Arte
- 2001 Biennale Premio, Pabellón israelí, Venice Biennale, Italia
- 2002 1.º premio, Biennale de Arte, Buenos Aires, Argentina
- 2014 Dan Sandler y Sandler Premio de Fundación para Sculpting, Museo de Tel Aviv de Arte[9][10][11]
- 2017 Premio Dizengoff

## Libros
- Nurit David, Yehoshua Borkovski, Israel Rabinovitz, Uri Katzenstein. Ha-Bi'analeh ha-benle'umit ha-21 shel San-Pa'ulo 1991, Israel. 1991. OCLC 58404699 OCLC 58404699
- Uri Katzenstein. Patʹshegen (פתשגן). 1993. ISBN 978-965-278-130-7
- Uri Katzenstein. Missive. Museo de Israel, Jerusalén, 1993. OCLC 600838262 OCLC 600838262
- Uri Katzenstein. Familias. Universidad Duke, Evans Family Cultural Residency Program, 2000. OCLC 49932271 OCLC 49932271
- Uri Katzenstein, Yigal Zalmona, Ishai Adar, Binya Reches. Casa: Venice Biennale 2001, el Pabellón Israelí. 2001. OCLC 753440505 OCLC 753440505
- Uri Katzenstein, Merkaz le-omanut ʻakhshaṿél (Tel Aviv, Israel). Hope Machines. 2007. OCLC 477287150 OCLC 477287150
- Uri Katzenstein, Backyard. Museo de Arte de Tel Aviv. 2015. ISBN 978-965-539-109-1